# Честерівська збірка
Честерівська збірка — рідкісне видання англійських поетів панегіричного спрямування, яке здійснив на початку 17 ст. видавець Едуард Блаунт в Лондоні. До кінця 20 ст. дійшло лише три зразки першого видання.

## Утаємничене видання
1601 року поет Роберт Честер здійснив панегіричне видання, де поєднав декілька поетичних творів різних авторів з метою вшанувати якогось поета, унікальне обдарування і талант якого визнавали всі автори збірки, але ім'я якого ніде не називали. За ім'ям Честера видання і отримало свою сучасну назву. Оригінальна назва поетичної збірки, за тогочасною традицією, має довгу і пишну назву «Жертва кохання або Скарга Розалінди, що алегорично затуляє правду про кохання та жорстоку долю прекрасної Фенікс та Голуба. Тут вперше перекладена з італійської поважного Торквато Целіано — Робертом Честером».
Прискіпливі дослідження пізніше виявили, що ніякого поважного Торкватто Целіано в Італії — ніколи не існувало… Це ще одна літературна містифікація.

## Загадки датування
Загадки видання починались вже при огляді титульної сторінки з датою. Фолджерівська шекспірівська бібліотека зберігає видання з датою 1601 рік. Хантінтонська бібліотека має зразок, де дата відсутня взагалі (!), а зразок Британського музею датований 1611 роком. Цікаве видання, розраховане на освічене і обмежене коло поціновувачів-аристократів, не могло мати значний наклад. Але порівняння навіть трьох зразків наводить на думку чи то про одрук, чи то про різні роки видання, чи то про ще одну загадку. Але порівняння текстів усіх трьох зразків довело, що вони надруковані в якийсь один рік, бо збігались усі особливості друку та навіть помилки.

## Друкар Едуард Блаунт
Видання друкував Едуард Блаунт, як тепер стало відомо тісно пов'язаний видавничим бізнесом з декількома впливовоми аристократами, літераторами чи прихильниками і багатими поціновувачами тогочасної літератури. За законами тої доби, видавець був зобов'язаний зареєструвати нове видання в Товаристві друкарів і видавців, яким підкорявся і Блаунт. Його досі вважають солідним видавцем, бо серед його видань твори дійсно корифеїв. Саме Блаунт видав свого часу «Геро і Леандр» Крістофера Марлоу, дописану по смерті поета самим Джорджем Чапменом, Дон Кіхота Сервантеса, «Досліди» француза Мішеля де Монтеня. Едуард Блаунт не просто узявся оприлюднити подібне видання, але чомусь не зареєстрував його, але не поніс за це покарання, навіть безкарно працював далі. Таке можливе лише за умов впливових покровителів, що дозволили це. І дійсно, Едуард Блаунт користувався захистом лорда Пембрука, лорда Монтгомері, графа Саутгемптона, трохи пізніше — самого Букінгема.
- Граф Саутгемптон. Він добрий знайомий і патрон Шекспіра. Саме йому поет присвятив дві перші свої поеми. Обидва — великі прихильники театру.

- Пембруки. З Пембруками була пов'язана рідна сестра поета Філіпа Сідні — Мері Сідні-Пембрук, сама поетеса і рідна тітка дружини Роджера Меннерса. Є гіпотеза, що саме леді Мері Сідні-Пембрук готувала до видання легендарне Перше шекспірівське фоліо, яке вийшло з друку 1623 року і мало 20 п'єс Шекспіра з 37 відомих зараз. А саме фоліо вийшло з посвятою синам леді Мері, які грошима підтримали нове видання.

Саме Едуард Блаунт і надрукував це Перше шекспірівське фоліо, завдяки чому і увійшов в історію літератури. Але на цей випадок чесно зареєстрував видання (!).

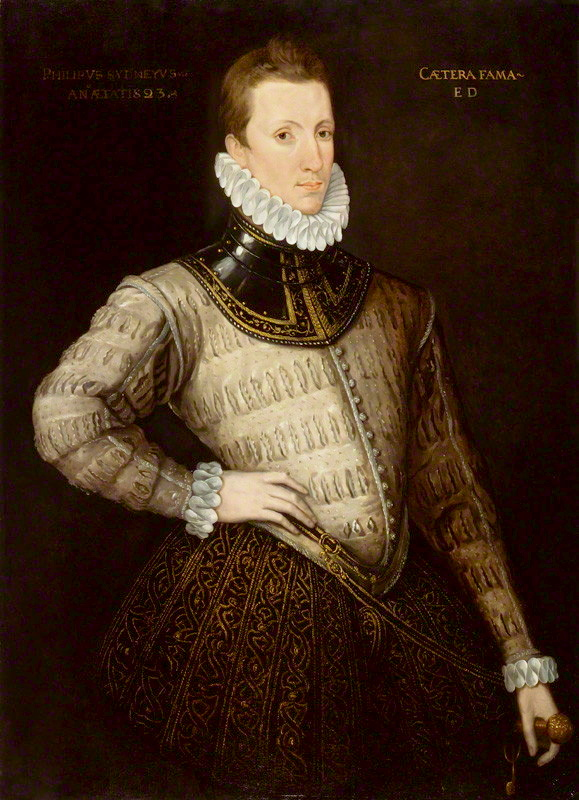
Поет Філіп Сідні, 1576 р.
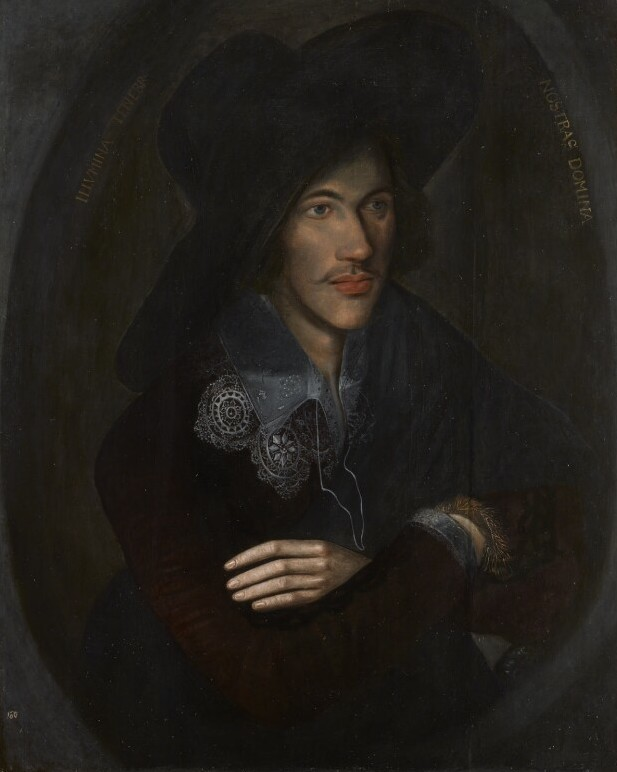
Невідомий художник. «Джон Донн в молоді роки»
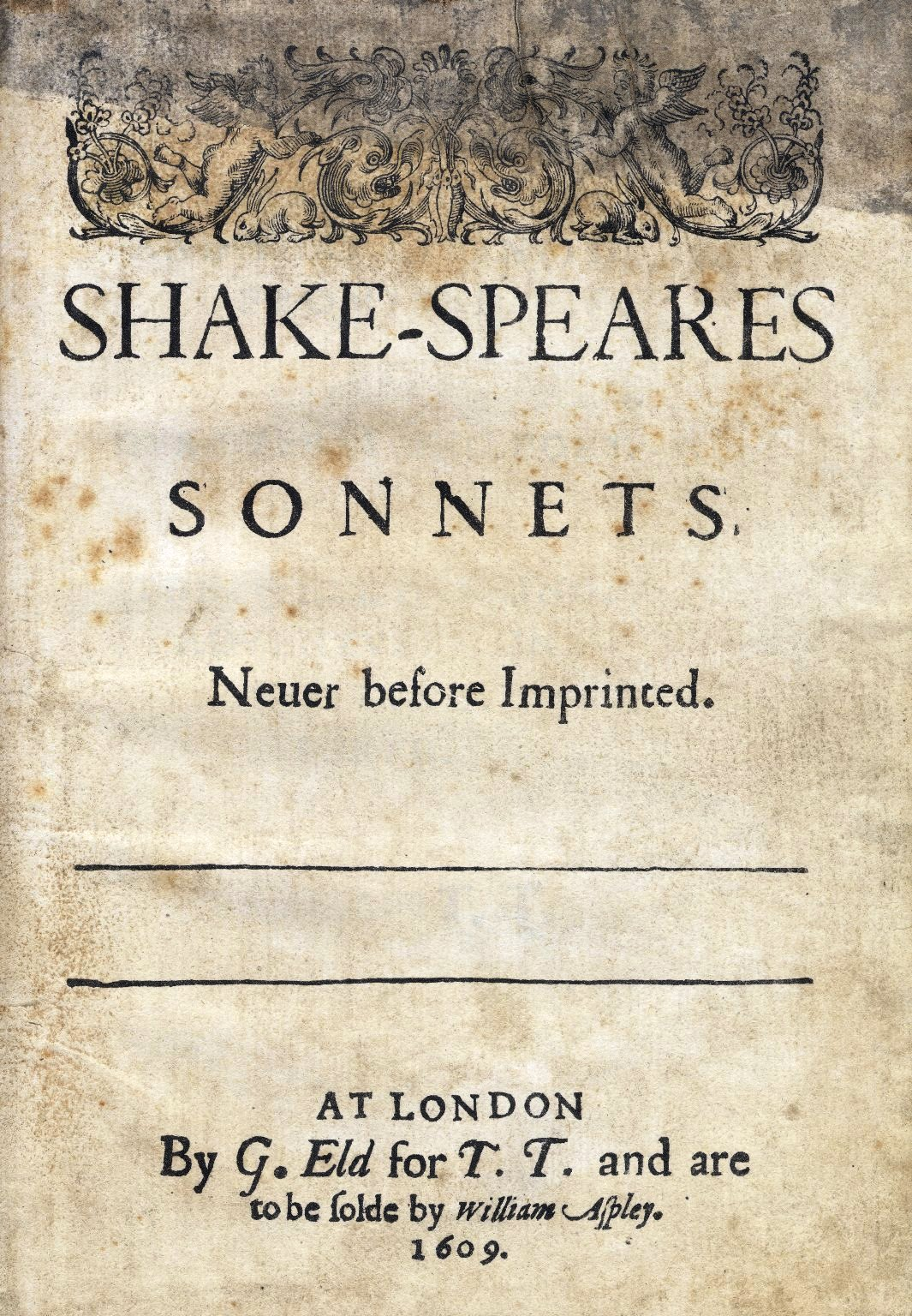
«Сонети» Шекспіра. Перше піратське видання 1609 р.
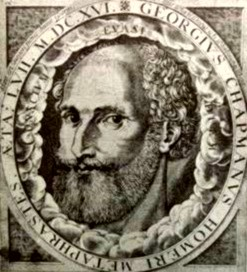
Джордж Чапмен. Поет і перекладач Гомера на англійську.
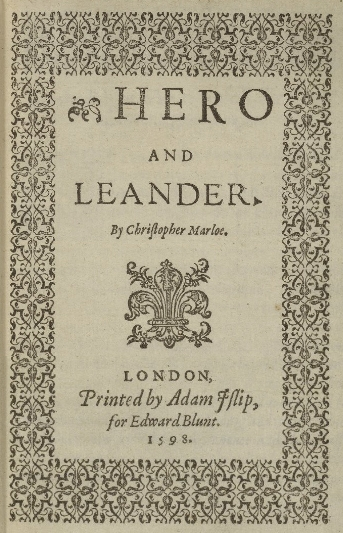
Твір Крістофера Марлоу «Геро і Леандр, 1598 р.
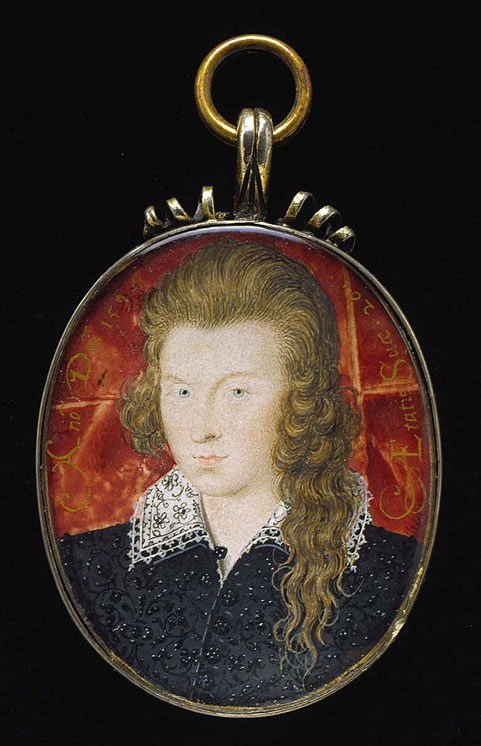
Граф Саутгемптон, Генрі Різли.

## Відгук на смерть
В літературних традиціях доби було робити поетичний відгук на смерть поета. Так, на ранню смерть поета і аристократа Філіпа Сідні товариство поетів відгукнулось колективною збіркою «Гніздо Фенікса».
Дивував факт, що сучасники ні віршем, ні панегіриком не відгукнулись ні на смерть Щекспера зі Стретфорда (нібито геніального поета), ні на смерть графа Оксфорда, якого вважають головним претендентом на авторство уславлених творів в Сполучених Штатах.

## Сміхова культура Відродження
Від багатьох, хто вивчає добу Відродження зараз, зникає важлива її складова — сміхова культура. Хтось влучно помітив — доба Відродження посміхалась. В Італії культура помітно секуляризувалась, а люди — раділи життю, сонцю, пісням, жартам, карнавалу. Новий поштовх для розвитку отримала література. У «Декамероні» до досконалості доведений жанр міської новели, що відкрив шлях усій ренесансній новелістиці. Приваблювали не тільки цікавість оповідань, яскраві образи героїв, їх соковита мова, але й художня добірність новел Боккаччо, нетрадиційне трактування ряду фабул, поширених у попередній середньовічній літературі, загальний ідейний лад його творів. У «Декамероні» висвітлились нові грані гуманістичного світогляду, в тому числі його антиаскетичні ідеали. У центрі уваги Боккаччо — проблема самосвідомості особистості, що отримала широку перспективу в подальшому розвитку ренесансної культури.
«Декамерон» здобув велику популярність в Італії, де Боккаччо знайшов чимало послідовників (Франко Саккетті, Мазуччо та ін) Вже в 14 ст. твір був перекладений на французьку та англійську мови. Поряд з холодним сонетом схоластів і риторів заблищали жартами, контрастами і витівками капітолі Франческо Берні (бл. 1497–1535). Письменники залюбки створюють смішні новели і в контраст до них — сумні.

## Твої сини, Україно!
Залишки сміхової культури українського Відродження досі бринять і в веселих, незвичних, глузливих прізвищах запорозьких козаків, незрозумілих усім неукраїнцям. Кожного нового братчика приймали на Січі й надавали нове прізвище, обов'язково гучне й веселе. Саме звідти ідуть усі наші Голодриги, Непийпиво, Знайдибіда, Вирвихвіст, Козолуп, Неїжмак. Наче згасаюче полум'я козацьких вогнищ, яскраво спалахує сміхова культура України і в «Енеїді» Котляревського, бо передувала вже величі і могутності слова Шевченка в 19 столітті — без жарту.

## Літературна гра і «Честерівська збірка»
Відгомін сміхової культури доби Відродження, карнавального перевдягання в невпізнанні маски, літературна гра в містифікації притаманні в повній мірі і «Честерівській збірці». Хоча виникла вона з сумного приводу.

## Гіпотеза професора Гілілова

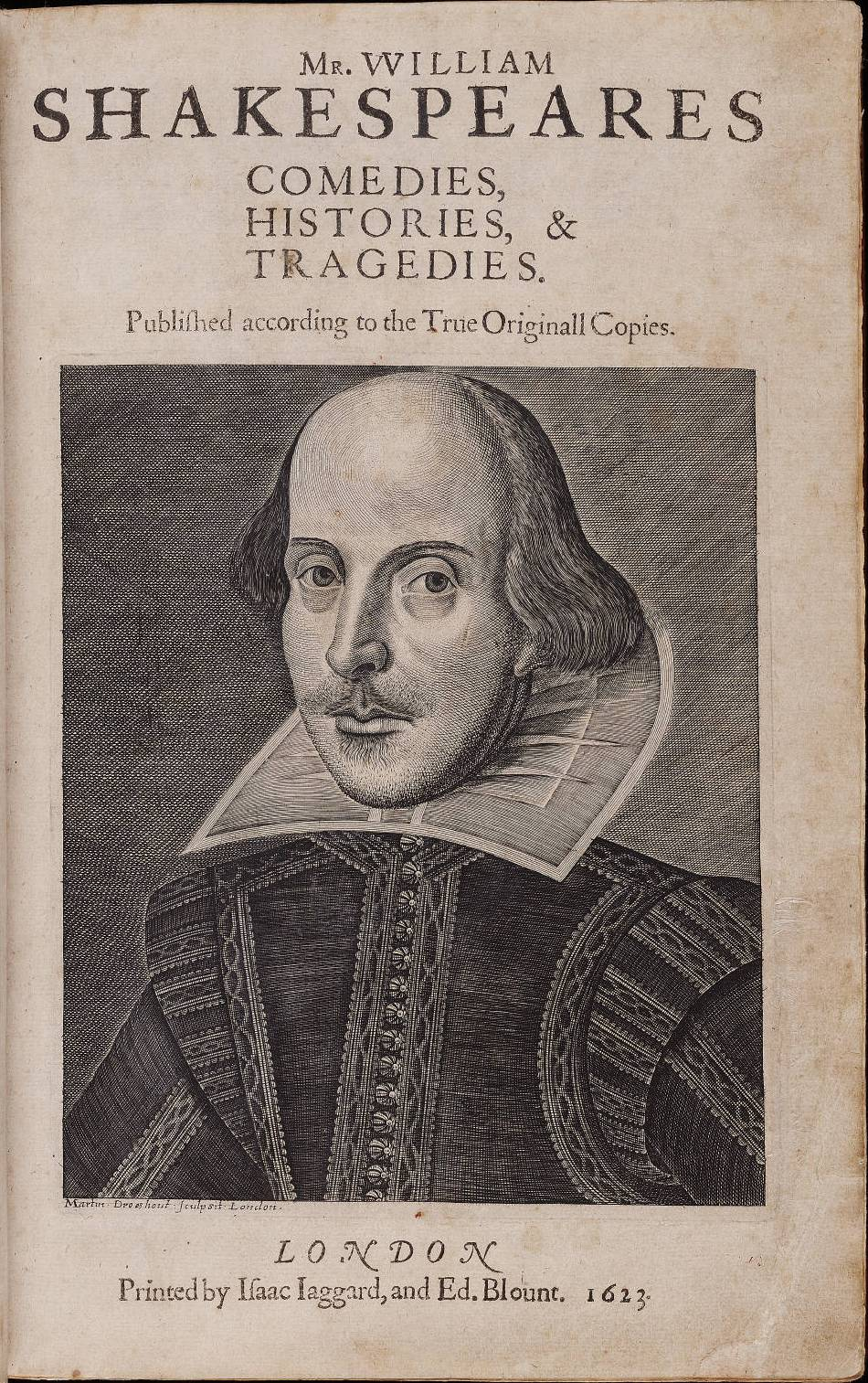
Титульна сторінка Першого шекспірівського фоліо 1623 року.

Роки власного життя присвятив її вивченню російський професор Гілілов Ілля Михайлович (1924–2007). Він і припустив, що «Честерівська збірка» перенасичена містифікаціями. І тому не могла ні бути надрукованою 1601-го, ні 1611 року. Бо 1601 року частка осіб із «Хору Поетів» або ще не була відомою, або ж була занадто молодою. Зовсім іншим був стан справ через 11 років. Навіть дві ці дати — чергова містифікація, чергова витівка, черговий жарт літераторів і видавця. А чи можна довіряти жарту ? Він і припустив, що збірка виникла лише 1612 року. Лише тоді все збігалось. Саме тоді, коли помер Роджер Меннерс, а невдовзі його дружина — Єлизавета Сідні. Саме їх натяками і пишними епітетами оплакував «Хор Поетів» (Vatum Chorus) «Честерівської збірки», приховавши імена шанованих померлих під метафоричними Феніксом та Голубом, а власні імена нібито під перекладом з неіснуючого Торквато Целіано.
Прийнявши як факт літературного життя Англії 17 ст. навіть піратське видання «Сонетів» Шекспіра, дослідники вивчили, а що передувало появі книги. Ним виявилася «Честерівська збірка» нібито 1601 року, єдине колективне видання, де брав участь і автор «Шекспір» (тобто особа, що використала цей псевдонім). Цей «Шекспір» надав для збірки поему «Голуб та Фенікс», яка була щонайменше першим прижиттєвим виданням автора з його відома. В збірці оприлюднені «Пісні Голуба до прекрасної Фенікс», які надзвичайно схожі на теми і слабко позначений сюжет «Сонетів».
Лише багатством та аристократичним походженням автора можна пояснити зневагу до оприлюднення віршів, адже тогочасного багатія не цікавив прибуток від якихось видань. Автор сонетів був цілком захищеним з інших джерел, мав розкішну бібліотеку, навчався в Падуанському університеті, подорожував за кордоном і мав забезпечене і вільне дозвілля. І навпаки, реальний Шекспер (як правильно вимовляється прізвище особи, що подарувала псевдонім поетові-аристократу) відрізнявся жадобою до грошей і прибутків, переслідував судом боржників-сусідів, не виїздив за межі Англії, початково і примітивно опанував грамоту і не залишив по собі а ні приватної бібліотеки, а ні жодного рукопису нащадкам.
Запропонований за гіпотезою Гілілова 1612 рік все ставить на свої місця. «Честерівська збірка» — це й була розкішна книга пишних віршованих відгуків на смерть двох шанованих осіб, на яку так утаємничено-приховано відгукнувся «Хор Поетів», не полишаючи містифікувати читачів навіть з сумного приводу.
Великого поета і автора уславлених п'єс мало вшанувати і видання Першого шекспірівського фоліо, яке за логікою мало б вийти з друку 1622 року — на десятирічні роковини з дня смерті Роджера Меннерса. З якихось причин воно вийшло лише на рік пізніше. Але на наступні роковини видання вийшло абсолютно точно — 1632 року, і вже без містифікаційного туману датування.

## Цікавинки
- Письменник та філософ Р. У. Емерсон зі Сполучених Штатів в 19 ст. наполягав на заснуванні премії для дослідника, що розв'яже таємницю «Честерівської збірки».

- На кінець 20 століття у світі залишилось всього три видання «Честерівської збірки», які зберігають в умовах кліматконтролю Британський музей (Лондон), Фолджерівська шекспірівська бібліотека (Вашингтон, США) та Хантінтонська бібліотека, Каліфорнія, США. Прискіпливе переглядання книжкових збірок виявило ще одну Честерівську збірку «Жертва кохання», яку зберігає Національна бібліотека Уельса. Але їх екземпляр і не датований, і справляє враження пошкодженого, нема перших сторінок.

- «Честерівська збірка» ніколи не перекладалась ні на російську, ні на українську мови.